# Максимилијан Ларго
Максимилијан Ларго је, у филмовима о Џејмсу Бонду, подшеф злочиначке организације СПЕКТРА која намерава да уништи свет. Он је негативац у својеврсном римејку филма Операција Гром, а реч је о филму Никад не реци никад. Његова девојка Домина заљубљује се у Џејмс Бонда, као и у филму Операција Гром.